# Jiří Fürst
Jiří Fürst (31. prosince 1954 Úvaly – 17. září 2021 Praha) byl akademický sochař a malíř původem z Úval, poté žijící v Praze. Jeho práce jsou zastoupeny v soukromých sbírkách po celé Evropě.

## Mládí a studia

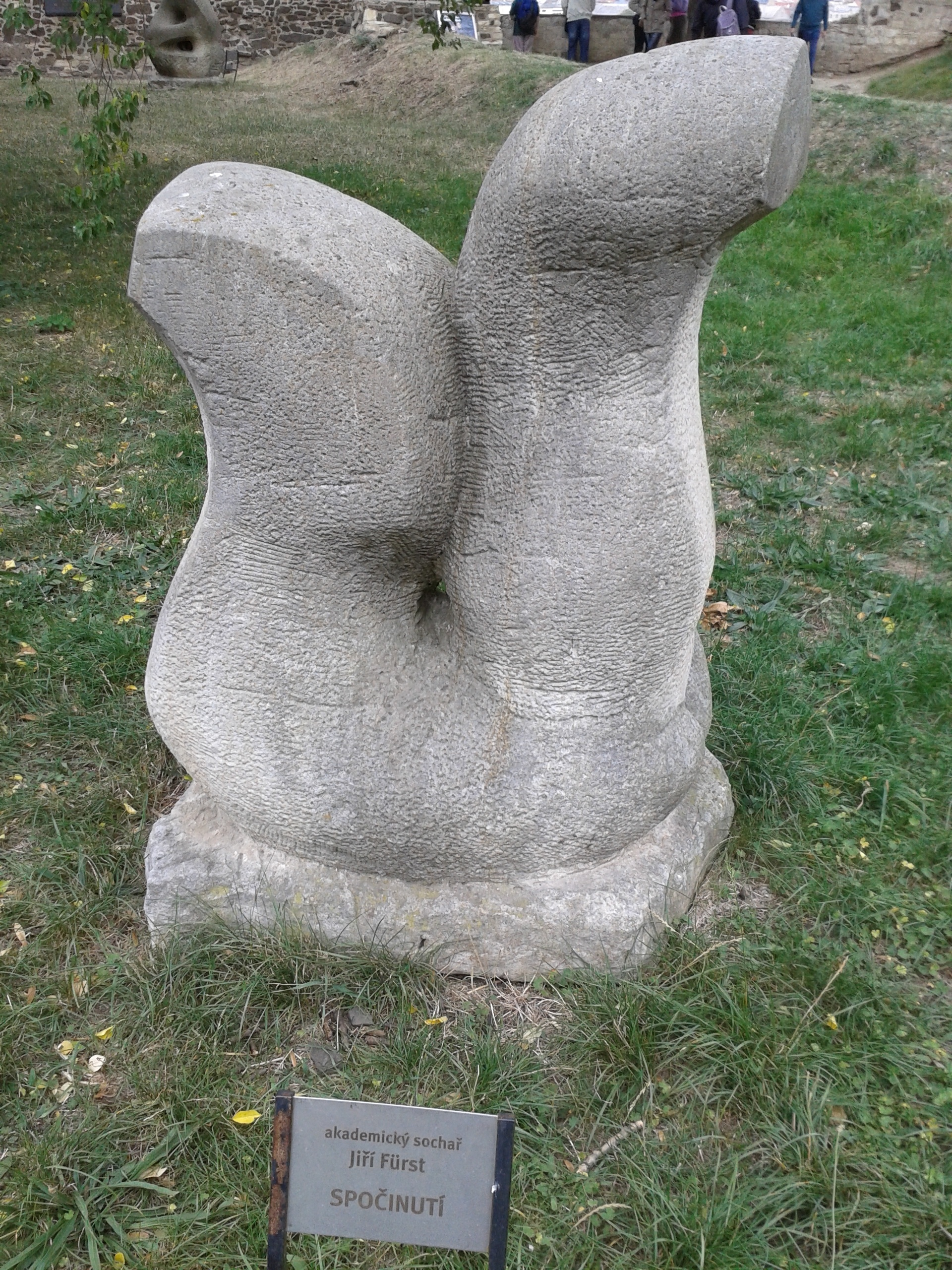
Spočinutí (Vyšehradské sady, Praha)

Mládí prožil v Úvalech, kde se již od dětských let zajímal o umění. Jeho první učitel byl úvalský akademický malíř Vladimír Vondráček. Později soukromě studoval malbu a grafiku u akademické malířky Heleny Slavíkové. Modelování studoval u akademického sochaře Juraje Pleštika. S keramickou sochařskou tvorbou se seznámil u akademického malíře Miloše Hrušky.

## Tvorba
Modely pro film a divadlo vytvářel u Jana Fabiána. Pro zahraniční zákazníky zhotovoval návrhy na vitráže, reliéfy a zahradní plastiky. Jiří Fürst vystavoval pravidelně v Čechách, ale svými díly je zastoupen v soukromých sbírkách jak v Čechách, tak i v Evropě. Jedna jeho laminátová plastika se nachází v New Yorku.

## Charakter tvorby

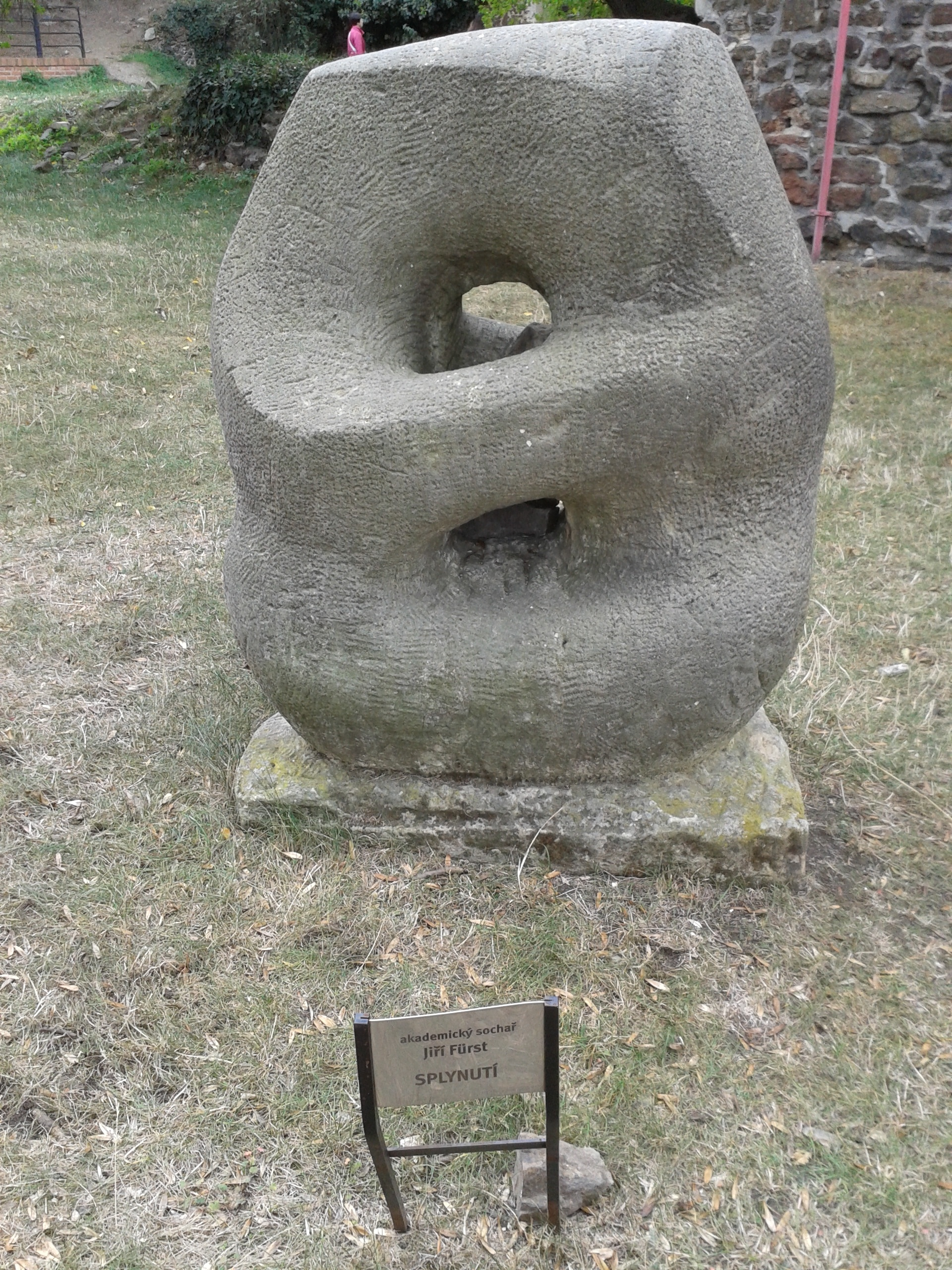
Splynutí (Vyšehradské sady, Praha)

Figurální sochařská tvorba Jiřího Fürsta zobrazuje krásu lidského těla. Jedná se o baladicky pojaté samostatné postavy jakož i dynamické kompozice, klasicky vyjádřené oblé tvary ale také novější posun k "ostřejším" rysům. V jeho díle je patrná snaha vzbudit u diváka různé zrakové vjemy dle různých úhlů a směrů pohledu na objekt v součinnosti s působením dopadajícího světla, čímž vzniká dojem částečné proměnnosti tvarů. Některé kompozice Jiřího Fürsta mají decentní erotický podtext.
Kromě práce s hlínou se umělec občas věnoval i malování obrazů (s abstraktními motivy nebo s náměty z měst či venkova). Dělení obrazu do geometricky vzájemně svázaných ploch zdárně tlumí účinek sytých barev. Obrazy s abstraktními motivy jsou mnohdy zpracovány způsobem připomínajícím návrhy na okenní vitráže. V posledních letech života se umělec rovněž soustřeďoval na převod vlastních harmonických sochařských kompozic na malířské plátno.
Prolínání malířství a sochařství není u Jiřího Fürsta neobvyklé, oba obory kdysi studoval a stylově nikoho nenapodobuje. Vždy se snažil o osobitý výtvarný projev s neustálým vývojem.

## Umělecké objekty (příklady)
- Bronzová busta Arnošta Lustiga byla odhalena v Praze u soukromého Gymnázia bratří Čapků.[p 1] Autor zde svého času působil jako pedagog.[4] V roce 2015 byla busta umístěna v Centru Franze Kafky.[3][p 2] Busta vznikla až po Lustigově smrti a předlohou jí byla jeho fotografie. [4]

- Socha SPOČINUTÍ a socha SPLYNUTÍ jsou umístěny ve veřejném prostoru – v Praze ve Vyšehradských sadech na travnatém prostranství před galerií Vyšehrad.[p 3]

## Výstavy
- 2011 – září, "Kouzlo inspirace" - Výstava obrazů a soch umělců Václava Josefa Andrleho a Jiřího Fürsta, galerie PRE (Pražská energetika, a. s., budova B, Na Hroudě 1492/4, Praha 10 – Vršovice)[4]
- 2012 – společná výstava "53 evropských výtvarníků", Rakousko, zámek Riegersburg[3]
- duben 2013 – Figury v prostoru a ploše (výstava soch Jiří Fürsta), Městský dům dětí a mládeže Úvaly, Vítězslava Nováka 372[3]
- duben 2014 – Jiří Fürst – plastiky, Galerie Scarabeus v Praze 7[1]
- říjen 2014 – Jiří Fürst – obrazy, kavárna Viola na Národní třídě v Praze[1]
- prosinec 2017 – Obrazárna Kamenný stůl, Staroměstské nám., Praha 1 – obrazy
- květen 2018 – kavárna Kafíčko33, Malátova ul., Praha 5 – obrazy a plastiky
- červen–září 2021 – plastiky Vrtbovská zahrada, Praha 1
- červenec–září 2021 – obrazy Lékařský hotel ILF, Praha 4